# Нижній Дубовець
Нижній Дубове́ць —  село в Україні, у Закарпатській області, Тячівському районі.
Вперше згадується в історичних джерелах у 1898 році як Alsó-Dombó. Село було засноване біля потоку Дубовець.
Згадки в різних історичних джерелах: 1898 — Alsó-Dombó (Hnt.), 1907 — Alsópatakvölgy (Hnt.), 1913 — Alsópatakvölgy (Hnt.), 1918 — Alsópatakvölgy (Hnt.), 1944 — Alsódubovec, Нижній Дубовець (Hnt.), 1983 — Нижній Дубовець, Нижний Дубовец (ZO).
У селі є давня каплиця, яка датується XIX ст.